# Кланы Ирландии

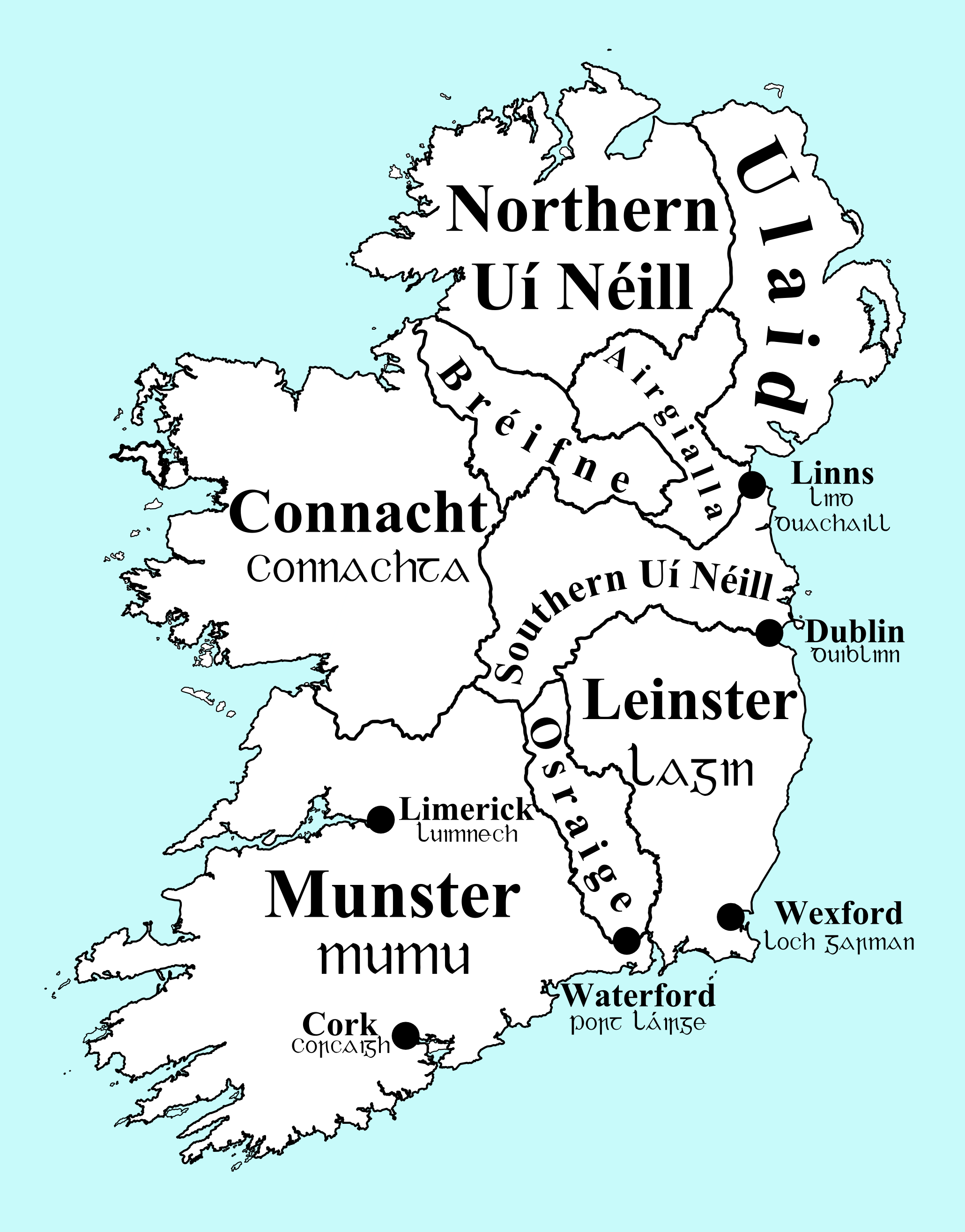
Карта Ирландии 900 г. н. э. с крупными королевствами и основными городами викингов.

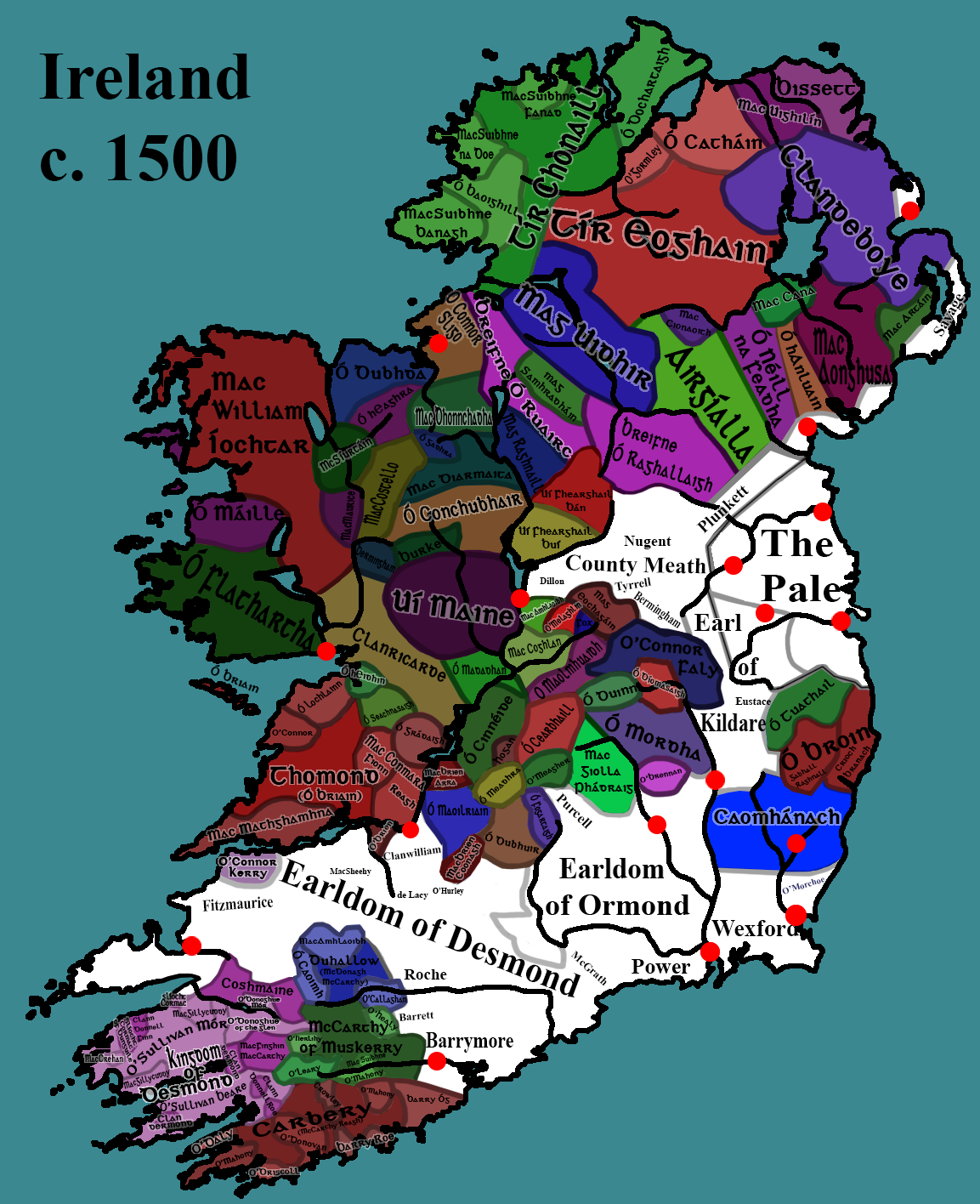
Ирландия в начале периода Тюдоров. Районы, контролируемые старо-английскими (норманнскими) завоевателями и Пейл выделены белым цветом, районы, контролируемые ирландскими кланами выделены разными цветами.

Кланы Ирландии — традиционные единицы ирландского общества с глубокой древности в эпоху средневековья и до XVII века. Клановая система в Ирландии была видоизменением родового строя. Слово клан (или fine по-ирландски) происходит от кельтского гэльск. clann, что в переводе значит род, семья или потомство. Клан в древней Ирландии объединял людей, веривших в существование общего предка по мужской линии — реального или легендарного, в далеком или недалеком историческом прошлом, подчиняющихся одному вождю клана (должность которого могла быть либо выборной или наследственной), имевших общие традиционные законы и владевших общим имуществом (в первую очередь земельными территориями, распределяемыми для пользования вождем клана). Люди в кланах часто имели общую фамилию. Иногда клан делился на септы — в каждом септе у людей была другая фамилия, но септы объединялись в клан общим происхождением и единым вождём клана. Кроме того ирландские кланы также могли включать неродственных данников (клиентов) вождя. Каждый ирландский клан имел и имеет свои атрибуты и символику — название, герб вождя клана.

## История клановой системы в Ирландии
Понятие клан (ирл. — clann) является аналогом латинского понятия planta — ветвь. То есть это потомки какого-то одного человека, который был основателем рода, ответвление определённого рода. Например клан О’Дейли (clan O’Daly) в древности был известен как клан Далайг (Clann Dalaigh) — он происходит от общего предка — от человека имя которого было Далах (ирл. — Dalach).
В средневековье в названиях кланов появилась приставка «мак» (ирл. — mac) — сын. В древних летописях и исторических преданиях слово означало буквально сын такого рода. Но позднее эта приставка стала означать всех далеких потомов определённого человека. К примеру, древний клан Кархайг (Clann Cárthaigh) стал называться клан Мак Карти или Маккарти (MacCarthy), древний клан Суибне (Clann Suibhne) стал называться Мак Свини (MacSweeny). Иногда общий предок был известен его потомкам — какой-то человек выходил из своего клана и становился основателем нового клана. Это не обязательно должны были быть изгнанники или изгои. К примеру, клан Аодха Буйдхэ (Clann Aodha Buidhe) основал Аодх Буйдхэ (Aodh Buidhe), умерший в 1298 году. Клан в первую очередь руководствовался общими земельными интересами, то есть отношением к территории, на которой он жил. Власть вождей клана была в первую очередь территориальной. Человек, изгоняемый из клана или убегавший из него автоматически оказывался вне закона и вне общества. Такой человек не имел никаких прав. Быть изгнанным из клана для древнего ирландца было величайшим бедствием.
Клановая система в Ирландии происходила от древней племенной структуры — население острова делилось на племена — туаты (tuath), которые в свою очередь делились на кланы. Такими большими группами, которые затем делились на кланы и септы, например были Уа Бруин (Uí Briúin) в королевстве Коннахт или Эогнахта (Eóghanachta) или Дал г-Кайс (Dál gCais) в королевстве Мюнстер, Уа Нейлл (Uí Neill) в королевстве Ульстер, Фир Домнанн (Fir Domnann) в королевстве Лейнстер . В результате непрерывных войн в Ирландии одни кланы исчезали, другие наоборот становились более многочисленными и мощными, делились на септы, каждая из которых могла превратиться в отдельный клан. Например, клан О’Конор (Ó Conor) в королевстве Коннахт, Мак Карти Десмонд (MacCarthy Desmond) или О Брайен Томонд (Ó Brien Thomond) в королевстве Мунстер, О’Нейлл Кландебой (Ó Neill of Clandeboy) в Ольстере, Мак Морро Каванаг (MacMorrough Kavanagh) в Лейнстере.
Верховному королю Ирландии была присуща во многом лишь символическая роль. На троне верховного короля как правило чередовались лидеры королевских кланов. Более крупные или более важные кланы возглавлял Taoiseach или вождь, имевший королевский статус, а более мелкие и более зависимые кланы возглавлялись вождями. По закону Брегона лидеры ирландских кланов назначались своими родственниками хранителями клана и несли ответственность за поддержание и защиту своего клана и его собственности. Клановая система составляла основу общества вплоть до XVII века.
Исторически в Ирландии сложились сначала 4 или потом 5 королевств — Ульстер, Коннахт, Манстер (Муму), Лейнстер (Лагин), Миде. Теоретически эти королевства были вассальными к верховному королю Ирландии, но практически независимыми — власть верховного короля была номинальной и условной. Каждое королевство делилось на более мелкие вассальные королевства, которые более или менее совпадали с древними туатами — их было более 150, а они в свою очередь делились на кланы. Короли в древней Ирландии назывались Ри, верховный король — Ард Ри, вожди великих кланов назывались Таошех (Taoiseach). Вождь клана был полномочным представителем клана перед королем, был уполномочен вести переговоры с другими кланами и королем, нес ответственность за поведение людей своего клана. Клановая система в Ирландии (в отличие от Шотландии, где она сохранилась почти в неизменном состоянии) была почти полностью уничтожена в XVII веке во время окончательного завоевания Ирландии Англией и так называемой «побега графов, когда много ирландских вождей кланов бежали из Ирландии от репрессий английских властей. Однако некоторые атрибуты и остатки клановой системы в Ирландии сохранились до сих пор. Хотя символика многих кланов забыта (тартаны, лозунги, символы, кресты) — в отличие от Шотландии, где атрибуты и символы кланов сохранились в большей степени, современный ирландец часто осознает свою принадлежность к определённому клану и клановым традициям.

## „Клан“ или „септ“
На самом деле, члены одного клана не все были кровными родственниками. Кланы могли сливаться между собой, один клан мог завоевать или покорить другой клан и включить в свой состав, человек мог войти в чужой клан в результате брака или военного союза.
Кланы могли делиться на септы. Члены разных септов получали свои фамилии. И часто позднее отдельные септы превращались в самостоятельные кланы. Зачастую историкам очень трудно различить — отдельный клан или септ выступает на исторической арене. Часто шли войны не только между кланами, но и между септами одного клана. Особенно это касается таких огромных кланов, как О’Нейлл, МакСвини или О’Коннор.
Ученые иногда расходятся во мнениях относительно того, в каких случаях лучше ли использовать термины „семья“, „клан“ или „септ“, когда речь идет о традиционных ирландских семейных группах. Исторически сложилось так, что термин „септ“ не использовался в Ирландии до девятнадцатого века, спустя много времени после лишения избирательных прав большей части местной гэльской аристократии. Часто утверждается, что английское слово „септ“ наиболее точно относится к подгруппе внутри большой семьи, особенно когда эта группа поселилась за пределами первоначальной территории своей семьи (известные примеры: О’Нилы, МакСвини и О’Конноры); или если ветвь данной фамилии достаточно велика или носит другую фамилию (например, Костиган и О’Данфи являются септами более крупного клана Фитцпатриков). Родственные ирландские семьи или кланы часто принадлежат к ещё более крупным группам, иногда называемым племенами, таким как Дал гКайс, Уи Нейл, Уи Фиахрах и Уи Мэн. Недавно покойный Эдвард Маклисагт предложил использовать английское слово „септ“ вместо слова „клан“ в отношении исторической социальной структуры в Ирландии, чтобы отличить её от централизованной шотландской клановой системы. Это означало бы, что в Ирландии не было формализованной клановой системы, что не совсем точно. Брегонские законы, древняя правовая система Ирландии, чётко определяла клановую систему в донормандской Ирландии, которая рухнула после завоевания острова Тюдорами. Ирландцы, говоря о себе, использовали свой термин „клан“, что на ирландском означает „дети семьи“, хотя в северных ирландцах это слово стало означать „семья“; позже для обозначения семьи стало использоваться слово teaghlach в стандартном ирландском языке, в других ирландских диалектах и в Шотландии.

## Конец клановой системы
В XVI веке по всей Ирландии было введено английское общее право вместе с централизованной королевской администрацией, в которой графство и шериф заменили „страну“ и главу клана.
Когда Королевство Ирландия было создано в 1541 году, администрация Дублина хотела вовлечь гэльских вождей в новое образование, создав для них новые титулы, такие как Барон Верхней Оссори, Граф Тирон или Барон Инчикуин. В процессе покорения англичанами, начиная с 1552 года, им были предоставлены новые гербы. Связанная с этим политика „сдачи и возвращения“ включала изменение механизма наследования титула с ирландской системы „танистри“, когда группа родственников вождя по мужской линии имела право на престол в реузультате выборов, на европейской системе наследования по праву первородства. В XVII и XVIII веках это изменение в системе наследования также было подхвачено шотландскими кланами.
Начало XVII века было переломным моментом в Ирландии. Это ознаменовало уничтожение древней гэльской аристократии Ирландии после повторного завоевания Ирландии Тюдорами и расчистило путь для организованной колонизации Ольстера. В 1607 году старшие гэльские вожди Ольстера покинули Ирландию, чтобы заручиться поддержкой Испании, но потерпели неудачу и в конце концов оказались в Риме, где оставались до конца своей жизни (см.: Бегство графов). В результате английские власти Дублина впервые установили реальный контроль над всей Ирландией, установив централизованное правительство на весём острове и успешно разоружив местные кланы и их подданных.

## Кланы Ирландии сегодня

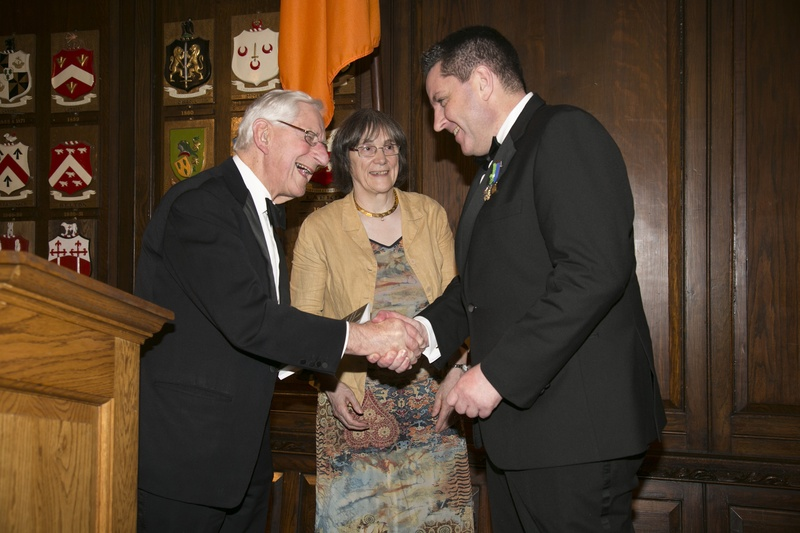
Доктор Джеймс О’Хиггинс Норман принимает презентацию от клана принца О Мурчадха (Мерфи) на ежегодном ужине кланов в особняке в Дублине, апрель 2014 г. Также на фотографии профессор Кэтрин Симмс из Тринити-колледжа в Дублине..

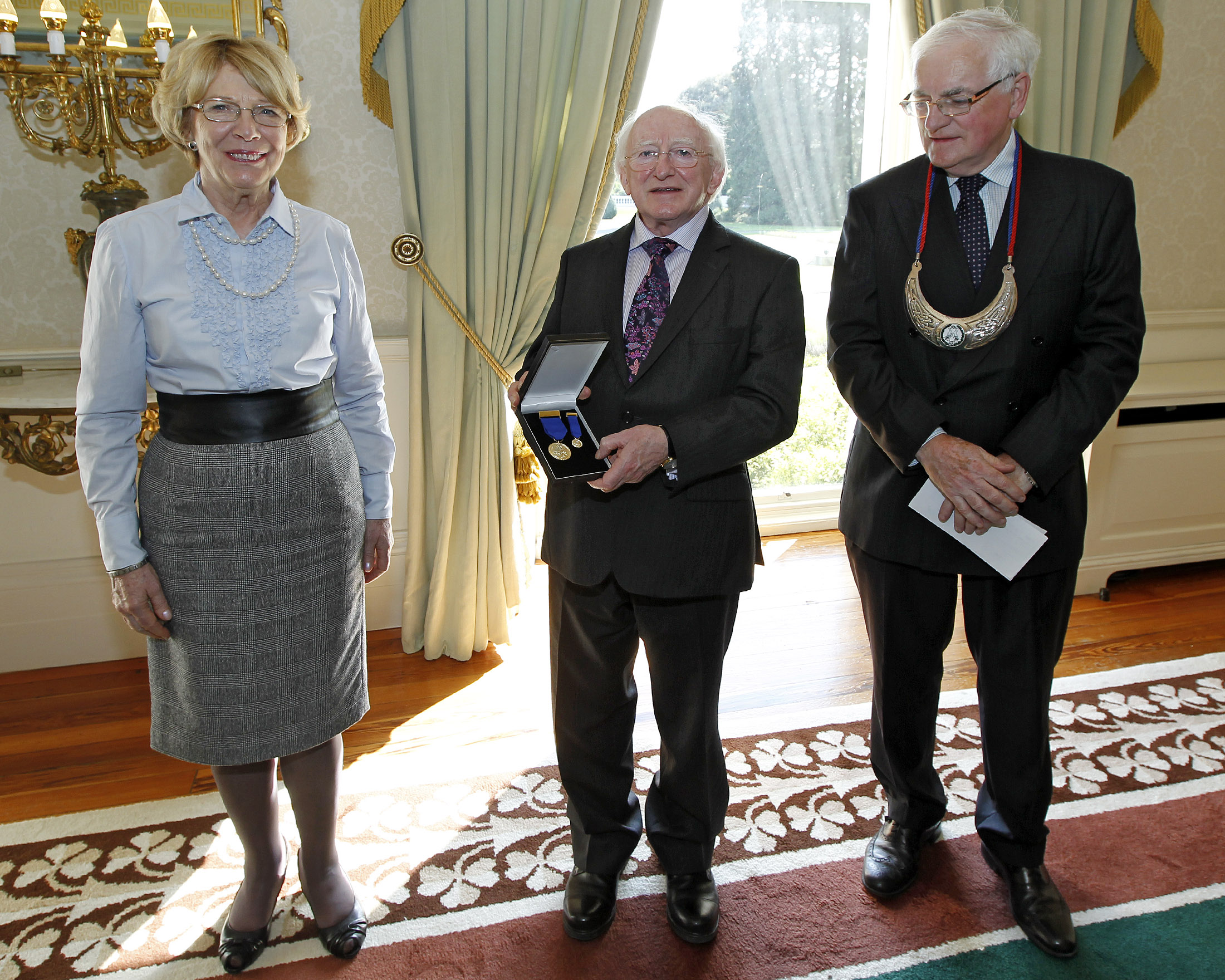
Президент Ирландии Майкл Д. Хиггинс (в центре) получает Орден кланов Ирландии от доктора Майкла Дж. Игана (справа), Катойрлича из кланов Ирландии.

Несмотря на то, что в результате завоевания и последующей колонизации Ирландии англичанами земли у кланов были отобраны, вожди многих кланов вынуждены были бежать за границу, законы клановой системы были заменены английскими законами, а многие древние кланы прекратили свое существование, ирландские кланы и сам дух ирландских кланов уцелел — как в Ирландии, так и за её пределами. До сих пор большинство людей ирландского происхождения могут назвать свой клан, к которому они принадлежит или из которого происходят. Кельтское возрождение в начале XX века, растущее влияние идей кельтской самобытности, растущее влияние Гельской Лиги обусловили возрождение интереса людей к их происхождению и корням.
В 1940 году Эдвард МакЛайзет (Edward MacLysaght) — главный герольд Ирландии составил список, в котором более 240 названий кланов, существующих до сих пор (не считая септ и древних кланов). Сегодня ирландские клановые организации существуют во всем мире на всех континентах.
В 1989 году была создана ассоциация ирландских кланов — „Кланы Ирландии“, которую возглавил Рори О’Коннор (Rory O’Connor) — вождь клана О’Коннор. Клановая ирландская система имеет свое влияние на историю сегодняшнего мира — так президенты США Дж. Кеннеди и Р. Рейган принадлежали к разным септам одного и того же ирландского клана.